# (8238) Courbet
(8238) Courbet est un astéroïde de la ceinture principale.

## Description
(8238) Courbet est un astéroïde de la ceinture principale. Il fut découvert le 26 mars 1971 à l'observatoire Palomar par Cornelis Johannes van Houten, Ingrid van Houten-Groeneveld et Tom Gehrels. Il présente une orbite caractérisée par un demi-grand axe de 2,79 UA, une excentricité de 0,16 et une inclinaison de 7,9° par rapport à l'écliptique.

## Compléments